# M-Plant
M-Plant es un sello discográfico de Detroit (Estados Unidos) especializado en techno y minimal techno. El sello es propiedad de Robert Hood. Fue creado en el año 1994 y estuvo activo hasta 2002. En el año 2009 fue reactivado.

## Catálogo
- MP301 Robert Hood The Protein Valve (12") 1994
- m-p 302 Robert Hood Internal Empire (12") 1994
- m-p303 Memory Foundation, The Untitled 1995
- m-p303 Memory Foundation, The Untitled (12") 1995
- m-p303 Memory Foundation, The Untitled (12", Ltd, Cle) 1995
- M-P304 Robert Hood Moveable Parts Chapter 1 1995
- M-P305 Dean & Deluca Chapter 1 (12") 1995
- M-P306 Robert Hood The Pace / Wandering Endlessly (12") 1996
- M-P307-1 Robert Hood Moveable Parts Chapter 2 (12", Ltd) 1997
- M-P307-2 Robert Hood Moveable Parts Chapter 2 - The Puppet Master (2x12") 1997
- M-P308 Monobox Realm 1996
- MP309 Robert Hood All Day Long (12") 1997
- M-P310 Memory Foundation* Your Last Chance 1997
- MP311 Monobox Downtown (12") 1997
- m•p312 Robert Hood Stereotype (12") 1998
- MP313 Robert Hood Underestimated (12") 1998
- M•P314 Sterac Skreel-Ah / Nemec (12") 1999
- M•P315 Robert Hood Minimal Nation 1999
- M•P316 Robert Hood Psychic / Pole Position (12") 1999
- MP317 Robert Hood Technatural EP (EP) 2000
- MP318CD Robert Hood Nighttime World Volume 2 (CD, Album) 2000
- M-P319 Robert Hood Nighttime World Volume 2 2000
- MP320 Monobox Population (12") 2001
- M-P321 Robert Hood Invincible (12") 2001
- MP322 Robert Hood The Greatest Dancer 2001
- MP323 Robert Hood Spectra 2001
- MP324 Robert Hood Kick Dirt EP (12", EP) 2002
- MP-325 Robert Hood Addict (12") 2002
- MP326 Hood Scientific* Mega (12") 2002
- MP327 Robert Hood The Black & White Lab (12") 2002
- m-p328 Robert Hood The Metronome (12") 2002
- MP329 Robert Hood Untitled 5 2002
- MP330 Robert Hood I 2002
- M.PM1 Robert Hood Minimal Nation (Album) 2009
- M.PM2 Robert Hood Obey / Resurrection 2009
- M.PM3 Robert Hood Superman / Range 2009
- M.PM4 Robert Hood The Pace / Wandering Endlessly 2009
- M.PM5 Robert Hood Stereotype EP 2009